# مسعود امامی یگانه
مسعود امامی یگانه (زاده ۲۲ دی ۱۳۵۶) سیاستمدار ایرانی است که در دولت چهاردهم سمت استانداری اردبیل را بر عهده دارد.
او متخصص معماری و فعال سیاسی مستقل با گرایش اصلاح‌طلبانه است که در سال ۱۳۹۸، معاون هماهنگی امور عمرانی استانداری اردبیل بود.
وی در سال ۱۳۹۸ از سوی وزیر کشور وقت به عنوان فرماندار اردبیل منصوب شد و در بازه زمانی ۱۳۹۸ الی ۱۴۰۰ به مدت ۲/۵ سال در این سمت مشغول فعالیت بود و با آغاز به کار دولت سیزدهم از سمت خود برکنار گردید. 